# Liste des monuments historiques de l'arrondissement du Mans

Localisation de l'arrondissement du Mans en Sarthe.

Cet article recense les monuments historiques de l'arrondissement du Mans, dans le département de la Sarthe, en France.

## Généralités
L'arrondissement du Mans regroupe le centre de la Sarthe. Il comprend environ un tiers des protections du département. Toutefois, la grande majorité est située sur la commune du Mans.
- Haut – A
- B
- C
- D
- E
- F
- G
- H
- I
- J
- K
- L
- M
- N
- O
- P
- Q
- R
- S
- T
- U
- V
- W
- X
- Y
- Z

## Liste
Du fait du nombre de protections dans la seule commune du Mans, elle dispose d'une liste à part : voir la liste des monuments historiques du Mans.
| Monument                                                              | Commune                               | Adresse                                     | Coordonnées                      | Notice         | Protection | Date           | Illustration                                                         |
| --------------------------------------------------------------------- | ------------------------------------- | ------------------------------------------- | -------------------------------- | -------------- | ---------- | -------------- | -------------------------------------------------------------------- |
| Sanctuaire de Mars Mullo                                              | Allonnes                              | La Tour aux Fées Rue Charles Gounod         | 47° 58′ 07″ nord, 0° 09′ 59″ est | « PA00109658 » | Classé     | 1961           | Sanctuaire de Mars Mullo                                             |
| Château de Ballon                                                     | Ballon                                | Rue du Château                              | 48° 10′ 44″ nord, 0° 13′ 58″ est | « PA00109676 » | Classé     | 1923           | Château de Ballon                                                    |
| Église Saint-Laurent de Challes                                       | Challes                               | Place de l'Église                           | 47° 55′ 50″ nord, 0° 24′ 47″ est | « PA00109699 » | Inscrit    | 1973           | Église Saint-Laurent de Challes                                      |
| Château de la Buzardière                                              | Changé                                | La Buzardière                               | 47° 58′ 28″ nord, 0° 20′ 59″ est | « PA00109701 » | Inscrit    | 1928           | Château de la Buzardière                                             |
| Église Saint-Nicolas de Coulaines                                     | Coulaines                             | Avenue du Général-de-Gaulle                 | 48° 01′ 26″ nord, 0° 12′ 17″ est | « PA00109726 » | Inscrit    | 1940           | Église Saint-Nicolas de Coulaines                                    |
| Château de Fontenaille (ancien couvent de Béthanie)                   | Écommoy                               | Fontenaille                                 | 47° 48′ 57″ nord, 0° 17′ 15″ est | « PA00109747 » | Inscrit    | 1943           | Château de Fontenaille (ancien couvent de Béthanie)                  |
| Église Saint-Martin d'Écommoy                                         | Écommoy                               | Place de la République                      | 47° 49′ 44″ nord, 0° 16′ 21″ est | « PA72000034 » | Inscrit    | 2007           | Église Saint-Martin d'Écommoy                                        |
| Château des Hunaudières                                               | Mulsanne                              | Les Hunaudières                             | 47° 56′ 27″ nord, 0° 13′ 22″ est | « PA00109887 » | Inscrit    | 1966           | Château des Hunaudières                                              |
| Cimetière de Parigné-l'Évêque cimetière, lanterne des morts, chapelle | Parigné-l'Évêque                      | Place du Cimetière                          | 47° 56′ 10″ nord, 0° 22′ 01″ est | « PA00109902 » | Inscrit    | 1926 1946      | Cimetière de Parigné-l'Évêquecimetière, lanterne des morts, chapelle |
| Église Notre-Dame-de-l'Assomption de Parigné-l'Évêque                 | Parigné-l'Évêque                      | Place de l'Église                           | 47° 56′ 16″ nord, 0° 21′ 56″ est | « PA00109903 » | Inscrit    | 1984           | Église Notre-Dame-de-l'Assomption de Parigné-l'Évêque                |
| Chapelle Notre-Dame des Champs de Saint-Jean d'Assé                   | Saint-Jean-d'Assé                     | Notre-Dame-des-Champs                       | 48° 08′ 39″ nord, 0° 07′ 29″ est | « PA00109945 » | Inscrit    | 1976           | Chapelle Notre-Dame des Champs de Saint-Jean d'Assé                  |
| Église Saint-Médard de Saint-Mars-sous-Ballon                         | Saint-Mars-sous-Ballon                | Rue François Nicolas Rue du Général-Leclerc | 48° 10′ 22″ nord, 0° 14′ 47″ est | « PA00109949 » | Classé     | 1975           | Église Saint-Médard de Saint-Mars-sous-Ballon                        |
| Manoir de la Poissonnière                                             | Saint-Ouen-en-Belin                   | La Poissonnière                             | 47° 50′ 23″ nord, 0° 12′ 16″ est | « PA00109952 » | Classé     | 1977           | Manoir de la Poissonnière                                            |
| Château de Chêne-de-Cœur                                              | Saint-Pavace (et Neuville-sur-Sarthe) | Route de Chêne de Coeur                     | 48° 02′ 54″ nord, 0° 12′ 01″ est | « PA72000051 » | Inscrit    | 2016           | Image manquante Téléverser                                           |
| Chapelle des Étrichets                                                | Saint-Saturnin                        | Les Étrichets                               | 48° 03′ 27″ nord, 0° 11′ 19″ est | « PA00109960 » | Inscrit    | 1978           | Chapelle des Étrichets                                               |
| Ancienne usine de préparation de la chaux de Teloché                  | Teloché                               | Chemin de la Roche                          | 47° 52′ 51″ nord, 0° 16′ 37″ est | « PA72000058 » | Inscrit    | 24 juin 2019   | Image manquante Téléverser                                           |
| Chapelle Notre-Dame-de-l'Épine                                        | Teloché                               |                                             | 47° 53′ 23″ nord, 0° 17′ 08″ est | « PA72000062 » | Inscrit    | 2021           | Chapelle Notre-Dame-de-l'Épine                                       |
| Château de la Groirie                                                 | Trangé                                | La Groirie                                  | 48° 01′ 41″ nord, 0° 07′ 30″ est | « PA00109979 » | Inscrit    | 1974           | Château de la Groirie                                                |
| Abbaye de l'Épau                                                      | Yvré-l'Évêque                         | L'Épau                                      | 47° 59′ 29″ nord, 0° 14′ 32″ est | « PA00109991 » | Classé     | 1925 1973 2005 | Abbaye de l'Épau                                                     |
| Croix de Boëssé                                                       | Yvré-l'Évêque                         | Cimetière Rue du Souvenir Rue Guy Bouriat   | 48° 00′ 43″ nord, 0° 15′ 58″ est | « PA00109992 » | Inscrit    | 1966           | Croix de Boëssé                                                      |
| Église Saint-Germain d'Yvré-l'Évêque                                  | Yvré-l'Évêque                         | Place de l'Église                           | 48° 00′ 49″ nord, 0° 16′ 18″ est | « PA00109993 » | Inscrit    | 1926           | Église Saint-Germain d'Yvré-l'Évêque                                 |